# Compañía de Comandos 602
La Compañía de Comandos 602 (Ca Cdo(s) 602) es una unidad de infantería del Ejército Argentino con base en la Guarnición de Ejército «Córdoba» y perteneciente a la Agrupación de Fuerzas de Operaciones Especiales, Fuerza de Despliegue Rápido.
Fue creada en 1982, en plena guerra de las Malvinas, a instancias del mayor Aldo Rico (1943), que además fue su primer jefe. A poco de llegar al frente, combatió delante de las líneas propias en Top Malo House y el monte Kent. Durante toda la contienda operó conjuntamente con la Compañía de Comandos 601, con quien compartía base y mando. Hacia el final, ocupó una posición de bloqueo en Moody Brook para enfrentar el ataque final británico. Al finalizar la guerra, la unidad había sufrido un total de cinco muertos y varios heridos, mientras que el resto de sus miembros cayeron prisioneros el 14 de junio tras la rendición.
Por su participación en el conflicto, recibió la Medalla de Campaña del Comando en Jefe del Ejército. Fue disuelta y sus miembros regresaron a sus destinos originales. A fines de los años noventa, fue organizada nuevamente en la guarnición de Córdoba, y desde entonces, la 602 es una de las tres compañías de su tipo del Ejército Argentino junto a la la 601 y la 603. En 2020, resultó seleccionada para representar a la Argentina en la competencia internacional Fuerzas Comando.

## Antecedentes
El 2 de abril de 1982, la República Argentina recuperó las islas Malvinas en la Operación Rosario. Como respuesta, el Gobierno del Reino Unido lanzó la Operación Corporate, a cargo de la Fuerza de Tareas 317, cuyo fin era restituir el Gobierno británico en el archipiélago. La Junta Militar reaccionó ordenando el refuerzo de las defensas. El Ejército Argentino desplegó a la X Brigada de Infantería Mecanizada y la III Brigada de Infantería, comandadas por los generales de brigada Oscar Jofre y Omar Parada, respectivamente. Todas estas fuerzas dependían del comandante conjunto de las Malvinas, Mario Benjamín Menéndez, que a la vez era gobernador del archipiélago.
El mismo día de la ocupación, el Estado Mayor General del Ejército creó la Compañía de Comandos 601 con los efectivos del Equipo Especial Halcón 8. La pequeña unidad de 60 hombres arribó a Puerto Argentino/Stanley el 27 de abril y, desde su llegada, cumplía misiones de exploración en la isla Soledad.

## Historia

### Creación y participación en la guerra de las Malvinas

#### Formación
El 21 de mayo de 1982 el jefe del Estado Mayor General del Ejército, José Vaquero, aprobó la creación de una nueva compañía de comandos a cargo del mayor Aldo Rico. De inmediato, el Ejército convocó a casi la totalidad de los comandos disponibles, quienes concurrieron a la Escuela de Infantería de Campo de Mayo a partir del día 24. Allí formaron tres secciones de asalto, comandadas por tres capitanes: José A. Vercesi de la primera; Tomás Fernández de la segunda; y Andrés Ferrero de la tercera. La totalidad del equipo era un jefe, 22 oficiales y 15 suboficiales.
El médico de la compañía Hugo Ranieri incorporó dos sargentos enfermeros a la unidad e impartió un curso de primeros auxilios a otros que no eran médicos. Ante la ausencia de personal habilitado para manipular los lanzamisiles antiaéreos Blowpipe, dos efectivos se capacitaron y se incorporó cuatro apuntadores de Blowpipe, que permaneció en las inmediaciones de Puerto Argentino.

#### Establecimiento en el frente

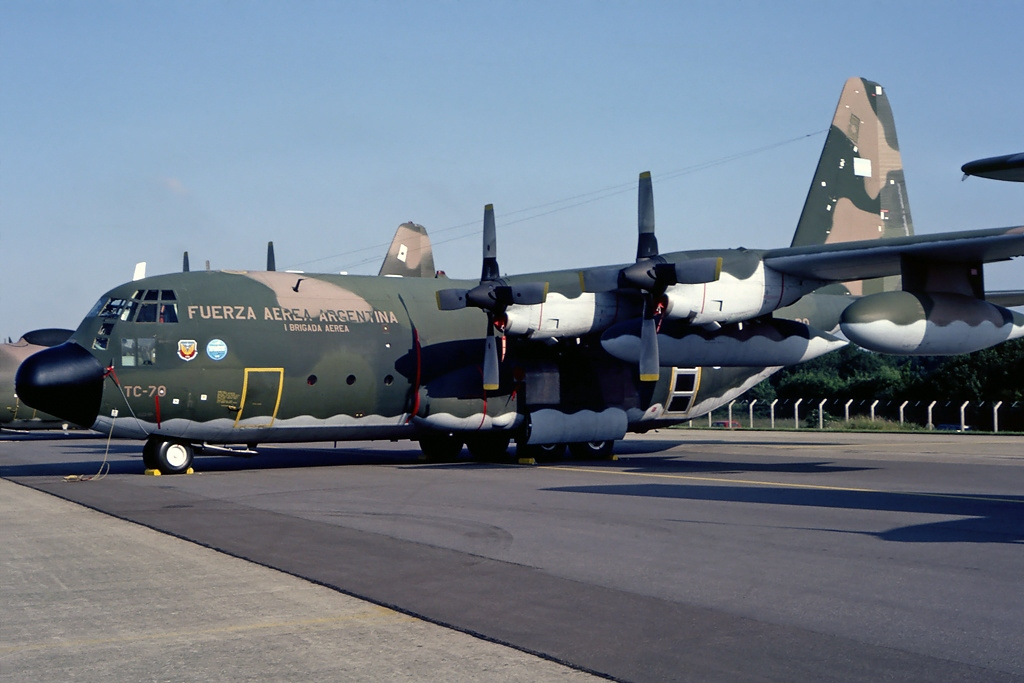
La Fuerza Aérea Sur trasladó a la Compañía de Comandos 602 con aviones C-130 Hercules. Dos vuelos se vieron forzados a regresar al continente, uno por fallas y otro por presencia de una fragata enemiga.

Finalmente, el 27 de mayo, la Compañía 602 (siglas militares: Ca Cdo(s) 602) arribó al aeropuerto de Puerto Argentino. Se instaló en la base de la Compañía 601 en la capital de las islas.
El general Mario Benjamín Menéndez puso a la 602 bajo las órdenes del comandante de la III Brigada de Infantería, Omar Parada. El 28 de mayo, el escalón logístico llegó a la capital malvinense junto a un refuerzo: la Compañía de Fuerzas Especiales 601 de la Gendarmería Nacional, compuesta por 65 hombres.

#### Combate de Top Malo House
El 28 de mayo, el general Parada impartió la primera y única orden a la 602, ya que a partir del día siguiente esta pasó a depender de la X Brigada del general Oscar Jofre. El Comando Conjunto Malvinas había planificado un ataque a la cabeza de playa británica en San Carlos para allí contener al enemigo y la primera tarea consistía en poner una patrulla antiaérea en el monte Simón con la misión de eliminar una ruta aérea británica. Para este cometido, se seleccionó a la 1.ª Sección de Asalto conducida por el capitán José Vercesi. El 29 de mayo, la pequeña unidad partió en helicópteros que la depositaron a escasos kilómetros del Simón. Aproximándose a la cima, la Sección divisó numerosos helicópteros británicos en Teal Inlet, por cuya dirección dedujeron que el avance británico había rebasado su posición. Aquí comenzaron los problemas pues el radiooperador no pudo comunicar la novedad al mando por fallas de la radio. Pernoctaron en el monte, lo que los debilitó demasiado por el frío y la nieve, lo que se combinaba con el agotamiento producido durante el ascenso —por la irregularidad de la superficie. Al amanecer, Vercesi dio por finalizada a la misión y decidió descender para marchar a Fitz Roy cruzando las alturas Rivadavia. En ese lugar, guarnecía una unidad argentina que los refugiaría. Al anochecer del 30 de mayo y faltando kilómetros por marchar, la sección encontró refugio en Top Malo House, una casa erigida a escasos del arroyo Malo. Para ese momento, los argentinos estimaban que otra pernocta bajo una nevada acabaría con sus vidas. A todo esto, un puesto de observación británico había detectado la entrada de los argentinos en la casa. Notificado del contacto, el comandante de la 3 Commando Brigade Julian Thompson despachó una patrulla de 19 hombres del Cuadro de Guerra de Montaña y Ártico que atacó al edificio con cohetes y granadas. El teniente Ernesto Emilio Espinosa y el sargento Mateo Sbert murieron en el combate posterior. Superiores militarmente, los enemigos capturaron al resto de la patrulla del capitán Vercesi. En cuanto a los británicos, el historiador argentino Isidoro Ruiz Moreno (h) calcula que tuvieron dos muertos y ocho heridos.

#### Batalla del monte Kent

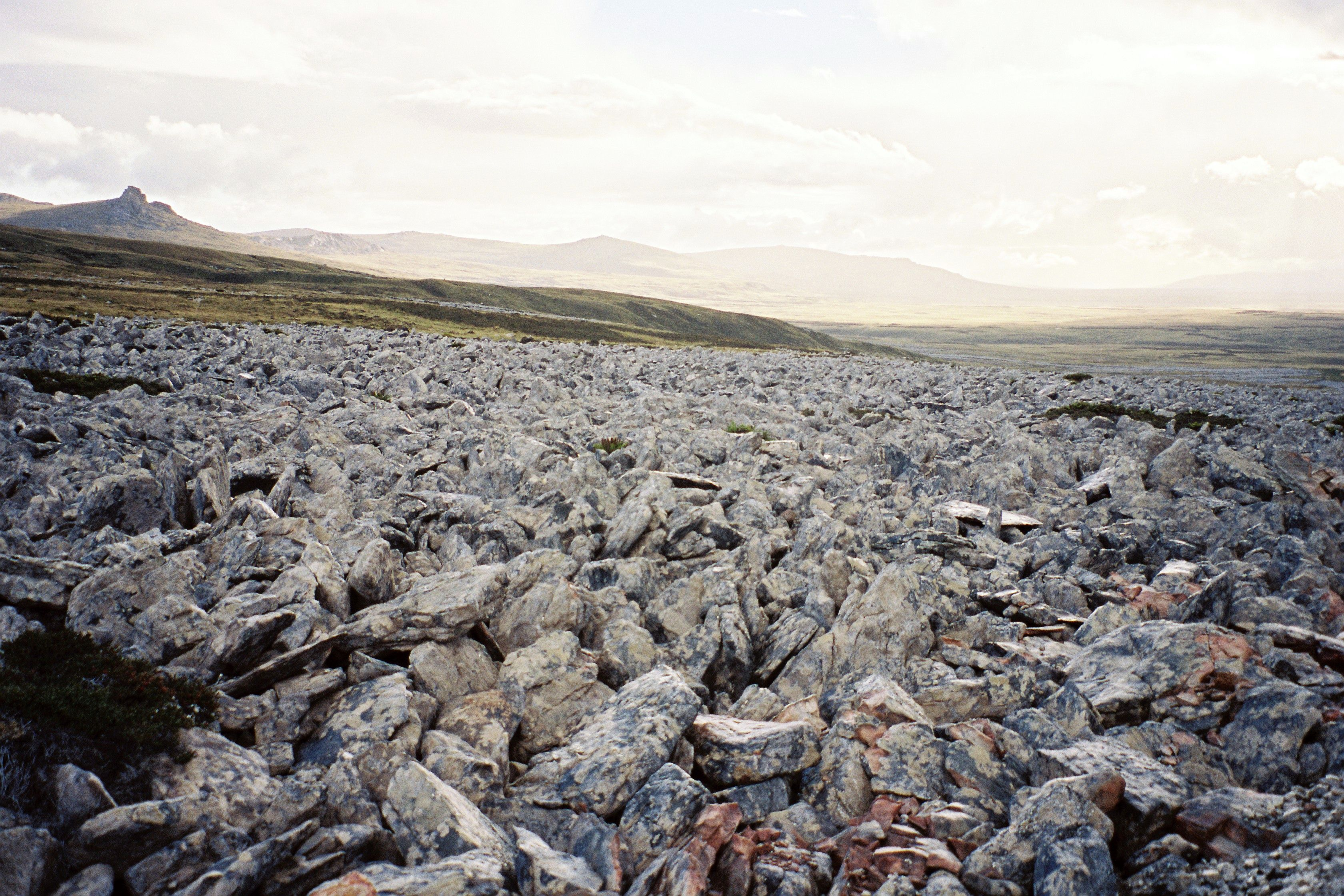
Los ríos de piedra característicos de las islas Malvinas fueron un obstáculo importante para la infantería.

Promediando el conflicto, la compañía de Comandos 601 y 602 planearon una operación consistente en desplegar patrullas en los montes alrededor de Puerto Argentino, las que habían de permanecer en estas elevaciones dejándose sobrepasar por la ofensiva británica para atacar al enemigo por la retaguardia. El 29 de mayo a última hora, helicópteros transportaron las fracciones a sus destinos. Habiendo ya una patrulla en Big Mountain y otra en el monte Simón, un grupo de la 601 al mando del teniente Alejandro Brizuela desembarcó en el monte Estancia; una parte de la 2.ª Sección de la 602 de Tomás Fernández bajó en Bluff Cove Peak; un poco lejos descendió el resto de la 2.ª Sección al mando del capitán Eduardo Villarruel; y la 3.ª Sección de Andrés Ferrero bajó cerca del monte Kent. Los jefes de las compañías, con el resto del personal y el material pesado, habían de unirse a estos el día siguiente.
Los efectivos de Ferrero, que ascendían el Bluff Cove Peak, cayeron bajo una emboscada del Servicio Aéreo Especial. El desesperado capitán no pudo reagrupar su patrulla pues la arremetida británica acabó con toda posibilidad de resistencia y todos los efectivos desconcertados corrieron en retirada bajo la oscuridad. La fracción de Villarruel, que debía posicionarse en el monte Kent, advirtió el ataque británico y optó por marchar al monte Estancia ya que su objetivo original ya estaba ocupado por el enemigo. Fernández por su parte aguardó al amanecer para enviar un equipo de reconocimiento a Bluff Cove Peak. Los miembros de dicho equipo, teniente primero Rubén Márquez y sargento primero Oscar Blas, murieron superados en número a poco de ingresar en la zona. Mientras tanto, en Moody Brook, los helicópteros con el resto de la fuerza de comandos estaba retrasada por reiteradas alertas de ataque aéreo. Hasta que al mediodía, uno de los emboscados, que venía a pie desde el sector del combate, informó de la situación al mayor Rico, quien de inmediato suspendió todo. Recién al atardecer, la plana mayor logró establecer comunicación con Tomás Fernández, a quien le ordenó replegar. Las Compañías 601 y 602 prepararon un convoy de automóviles y motocicletas que rescató una gran parte de los efectivos que quedaban en el campo de batalla. Entretanto, el resto regresó marchando por sus propios medios. Así las cosas, para el mediodía del 1 de junio, todos los comandos habían regresado la base, o por el contrario habían muerto.

#### Ataque al monte Wall
El 5 de junio, la 3.ª Sección cargó contra una posición enemiga en el monte Wall, marchando desde el Harriet. Los soldados cruzaron el llano entre ambos montes con la cobertura de la artillería propia. El destacamento británico ubicado en el Wall, perteneciente al Comando 42 de Marines Reales, abandonó apresuradamente la zona. Los argentinos encontraron la cima desocupada, pero con varios equipos abandonados.

#### Combate del monte Dos Hermanas
El 8 de junio, Aldo Rico alistó 30 efectivos y marchó al monte Dos Hermanas, donde preparó una emboscada para las escaramuzas británicas que hostigaban al Regimiento de Infantería 4, que guarnecía la elevación. La Compañía 602 recibió refuerzos con una sección de la Compañía 601 de la Gendarmería Nacional al mando del segundo comandante Miguel Santo. Por haber sido de gran ayuda en el ataque al monte Wall, nuevamente se coordinó con el Grupo de Artillería 3 una serie de puntos a bombardear en caso de así requerirlo. Con todo esto listo, la emboscada se instaló la noche del día 9. En la cima del monte, tropa del Regimiento 4 al mando del subteniente Marcelo Llambías Pravaz cubría con ametralladoras. Sin embargo, un número de entre 18 y 30 efectivos del Servicio Aéreo Especial había detectado la movida y procedió atacando primero. Un primer ataque de los británicos disparó un lanzacohetes cuyo impacto mató a un apuntador de ametralladora MAG, sargento Mario Cisnero, hiriendo de gravedad al asistente, teniente primero Jorge Vizoso Posse. A continuación, se desató un gran e intenso tiroteo entre ambos bandos. El otro equipo de ametralladora se replegó para evitar quedar rodeado, ya que había quedado desprotegido tras el abatimiento del primero. Interpretando mal esta acción, los gendarmes se replegaron anticipadamente; y un fuego directo de lanzacohetes les cayó directo encima. Allí murió instantáneamente el sargento primero Ramón Acosta. Después, los británicos retrocedieron pidiendo apoyo de artillería. Rico, advertido del movimiento, realizó lo propio con su compañía. Auxiliando a los infantes, el Grupo de Artillería 3 —bajo el mando del teniente coronel Martín Balza— bombardeó a los enemigos. Habían pasado 90 minutos desde el inicio del combate.

#### Acciones finales
El 11 de junio, el ejército británico inició el ataque final contra los montes Longdon, Dos Hermanas y Harriet, iniciando la batalla por Puerto Argentino. Para el 14 de junio la suerte de la plaza argentina estaba echada. La madrugada de ese día, las Compañías 601 y 602 marcharon a la península Camber para custodiar una unidad antiaérea que había sido objeto de un intento de ataque británico. En la Casa de Gobierno, la 3.ª Sección de la 602 había establecido una emboscada en un sector de polvorines con el fin de evitar sabotajes. La misión de custodia requirió a los efectivos de esta sección. El levantamiento de la emboscada en los polvorines evitó la muerte de un escuadrón argentino que se replegaba por esa zona.
La última misión de la guerra fue obstaculizar el avance británico proveniente del monte Longdon. Las unidades se parapetaron en una elevación cerca en Moody Brook, donde la artillería concentró su fuego sobre ellos. El intenso bombardeo mantuvo a los argentinos en cobertura durante dos horas. Finalizado dicho bombardeo, las compañías recibieron una comunicación avisando de un cese de las hostilidades, aunque continuaban algunos tiroteos. La 602 regresó a la península Camber siendo objeto de un breve tiroteo en el camino. El barco ARA Forrest y una lancha de la Prefectura trasladaron la guarnición de Camber a Stanley. La unidad al mando del mayor Rico fue la última en cruzar.

#### Fin del conflicto y regreso

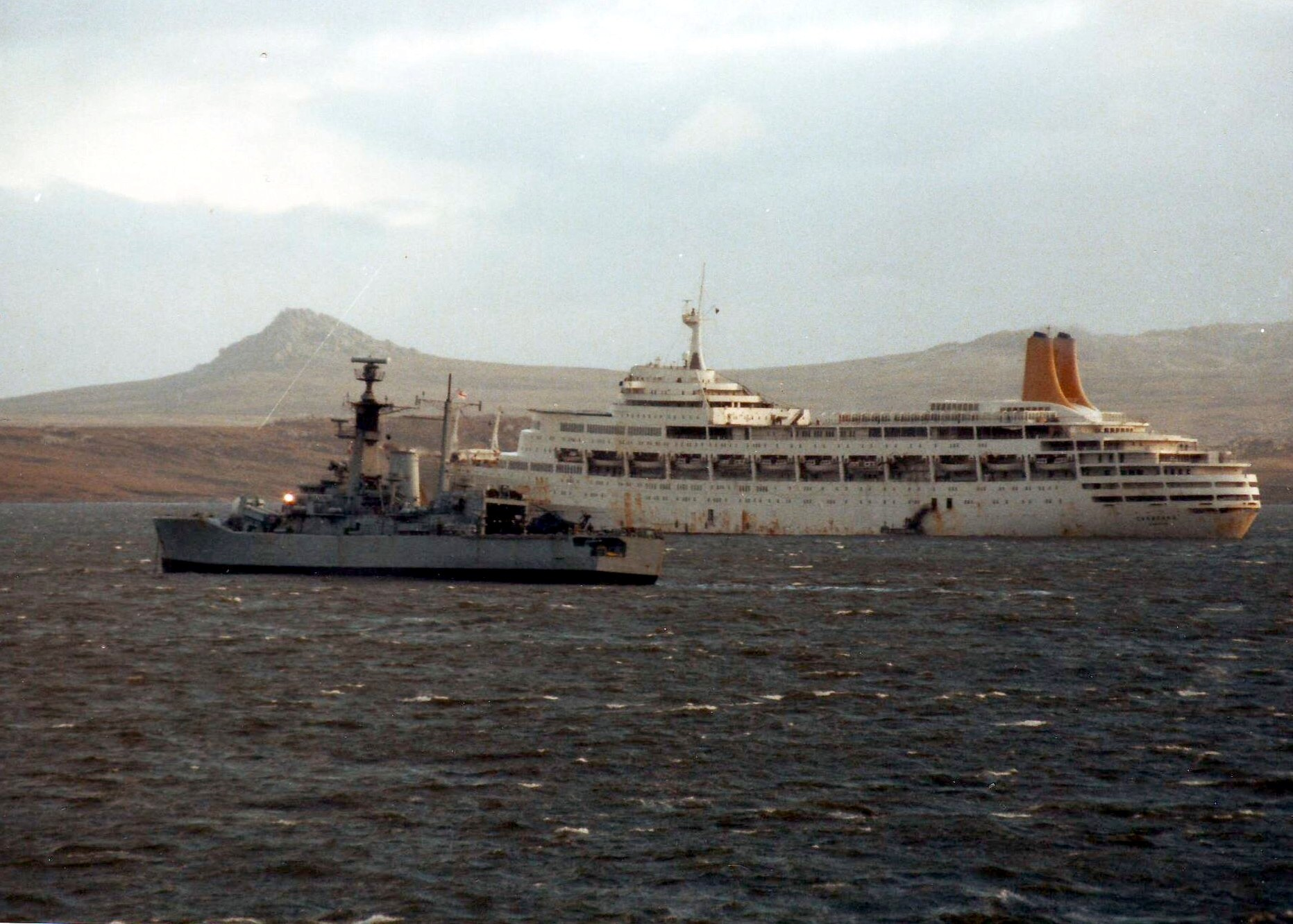
El buque SS Canberra en las islas Malvinas.

El 14 de junio de 1982 el comandante conjunto Malvinas, Mario Benjamín Menéndez, presentó la rendición al comandante de las fuerzas terrestres británicas Jeremy Moore. Mientras tanto, la 601 y 602 cruzaban de la península Camber a Stanley, esperando continuar la batalla hasta las últimas consecuencias. Ante la situación, destruyendo armamento, equipos y documentos antes de caer prisioneros. Las Fuerzas Armadas británicas capturaban las armas, con excepción de las pistolas que los oficiales podían conservar. Dado que la orden de evacuación ignoró a las compañías de comandos, fingieron ser de una unidad convencional y pasaron la inspección previa a abordar el SS Canberra. Sin embargo, el mayor Aldo Rico y otros oficiales fueron retenidos y concentrados en Bahía Ajax, donde los británicos habían aprisionado a unos 500 oficiales argentinos.
El Canberra recaló en Puerto Madryn el 20 de junio. Posteriormente fueron retenidos por el propio Ejército y encerrados en las escuelas de Campo de Mayo. Finalmente fueron liberados por la intervención personal del director de la Escuela de Infantería. Pero aún quedaban en las islas los jefes y algunos oficiales, que las autoridades británicas evacuaron a Puerto Madryn el 14 de julio en el barco St. Edmund. En esta ocasión, los combatientes fueron recibidos sólo por el general Osvaldo Jorge García. El Comando en Jefe del Ejército otorgó a la 602 la Medalla de Campaña por su participación en las operaciones. El 16 de julio todos los integrantes de la unidad se reagruparon en la Escuela de Infantería; la 602 quedó disuelta y sus integrantes regresaron a sus destinos originales.

#### Condecoraciones
Condecoraciones:
- Oscar Humberto Blas: al Valor en Combate.
- Luis Alberto Brun: al esfuerzo y la abnegación.
- Miguel Ángel Castillo: mención.
- Carlos B. Delgadillo: mención.
- Ernesto Emilio Espinosa: al Heroico Valor en Combate.
- Mauricio Fernández Funes: al esfuerzo y la abnegación.
- Juan José Gatti: mención.
- Horacio Fernando Lauría: al valor en combate.
- Horacio Losito: al mérito militar.
- Rubén Eduardo Márquez: al Valor en Combate.
- Humberto Omar Medina: al esfuerzo y la abnegación.
- Faustino Rogelio Pedrozo: al esfuerzo y la abnegación.
- Aldo Rico: al mérito militar.
- Mateo A. Sbert: al Heroico Valor en Combate.
- José Arnobio Vercesi: mención.
- Jorge A. Vizoso Posse: al Heroico Valor en Combate.

Las distinciones otorgadas al Batallón fueron dejadas sin efecto en 1992 por medio de la BPE°4621 del Ejército Argentino.

#### Legado
El ascendiente adquirido por Aldo Rico le dio popularidad dentro del Ejército Argentino que le facilitó liderar los alzamientos carapintadas en 1987 y 1988. Muchos de los militares que pertenecieron a la 602 en las Malvinas se plegaron a estos movimientos.

### Recreación
En 1999 el Ejército recreó la Compañía de Comandos 602 a partir de una sección de la IV Brigada Paracaidista. La pequeña unidad estableció su base en la Guarnición de Ejército «Córdoba». Seis años después, nació la Agrupación de Fuerzas de Operaciones Especiales (AFOE), compuesta por las Compañías de 601 y 602, además de otras unidades especiales. El proceso finalizó en 2011 con la Resolución 1633 del Ministerio de Defensa que puso a la AFOE dentro de la Fuerza de Despliegue Rápido.
En 2009 la Compañía 602 dictó una prueba de supervivencia a una selección de 150 rugbistas de cinco clubes argentinos por iniciativa del patrocinador Toyota Argentina.
En 2019 y 2020 el Ejército Argentino seleccionó a la Compañía 602 para su representación en el torneo internacional Fuerzas Comando. Este ejercicio, conducido por los Estados Unidos, es escenario de competencia entre unidades de fuerzas especiales de numerosos países del continente americano.

## Representación
La Compañía de Comandos 602 se hizo de su respectiva bandera de guerra participando del conflicto del Atlántico Sur en 1982. Su lema es Res non verba (en español: Hechos no palabras).